# Fred Haltiner
Fred (eigentlich Alfred) Haltiner (* 15. Dezember 1936 in Rhäzüns, Kanton Graubünden; † 7. Dezember 1973 in Zürich) war ein Schweizer Schauspieler.

## Leben
Fred Haltiner war ein Halbbruder des Schriftstellers Walter Matthias Diggelmann. Er wollte ursprünglich auch Schriftsteller werden, arbeitete aber zunächst fünf Jahre als Versicherungsinspektor. Er entschloss sich dann, Schauspieler zu werden und ging an die Zürcher Schauspielschule. Hier hatte er seinen endgültigen Durchbruch, als er 1971 neben Steve McQueen in Le Mans mitspielte. Er spielte auch in vielen deutschen Fernsehserien wie Der Kommissar. 1973 beging Fred Haltiner Suizid. In seinem autobiographischen Roman Filipinis Garten beschreibt Walter Matthias Diggelmann (im Roman trägt er das Pseudonym „Stephan“) die steile Karriere, die unglücklichen Liebesbeziehungen und den seiner Ansicht nach dadurch begründeten Suizid seines Halbbruders Fred Haltiner (im Roman trägt er das Pseudonym „Josef“). In ihrer postum erschienenen Biographie „Dich hat der Esel im Galopp verloren“ (Kapitel „Griechische Tragödie“, S. 193 ff) enthüllte die Schauspielerin Ellen Schwiers (1930–2019) ihre leidenschaftliche Liebesbeziehung zu Fred Haltiner, die während der Dreharbeiten zum TV-Mehrteiler Der rote Schal begonnen habe und wegen der sie ihren Ehemann und die gemeinsamen Kinder habe verlassen wollen. Der exzessive Alkoholkonsum Haltiners und die dadurch begründete Persönlichkeitsveränderung habe sie bewogen, ihn in einem Telefonat vor die Wahl zu stellen, entweder dem Alkohol zu entsagen, oder auf die Beziehung zu ihr zu verzichten. Wenige Stunden nach diesem Telefonat habe Haltiner seinem Leben ein Ende gesetzt.  Begraben wurde Fred Haltiner auf dem Friedhof der Gemeinde Rhäzüns, Graubünden.

## Theater (Auswahl)
- 1964: Androklus und der Löwe (Frei Volksbühne Berlin)
- 1964: Fuhrmann Henschel (Frei Volksbühne Berlin)
- 1965: Das Glas Wasser (Tournee Schauspieltruppe Zürich)
- 1966: Die tätowierte Rose (Tournee Schauspieltruppe Zürich)
- 1970: Chinchilla (Regie & Autor) (Theater im Kornhaus Baden)
- 1971: König Johann (Schauspielhaus Zürich)
- 1972: Die Dreigroschenoper (Schauspielhaus Zürich)
- 1973: Einer muss der Dumme sein (Schauspielhaus Zürich)

## Filmografie (Auswahl)
- 1967: Die blaue Hand
- 1967: Der Tod läuft hinterher
- 1967: Das Kriminalmuseum (Folge: Komplizen)
- 1968: Hannibal Brooks
- 1969: Der Kommissar (Folge 3: Ratten der Großstadt)
- 1970: Gesellschaft für Miss Wright
- 1970: Der Kommissar (Folge: Parkplatz-Hyänen)
- 1971: Le Mans
- 1971: Der Kommissar (Folge: Grau-roter Morgen)
- 1972: Der Kommissar (Folge: Mykonos)
- 1972: Sonderdezernat K1 –  (Folge: Vorsicht Schutzengel)
- 1973: Der rote Schal (drei Teile)
- 1973: Die Fabrikanten
- 1973: Okay S.I.R. (Folge: Ausverkauf im Allgäu)
- 1974: Die Überlebenden der Mary Jane (Castaway, Fernsehserie)